# Liste des fédérations sportives béninoises
Voici la liste des fédérations sportives béninoises:
| N° d’ordre | Oragnisme                               | Site officiel               |
| ---------- | --------------------------------------- | --------------------------- |
| 1          | Fédération béninoise de football        | https://febefoot.org/       |
| 2          | Fédération béninoise de handball        |                             |
| 3          | Fédération béninoise de basket-ball     | http://www.beninbasket.com/ |
| 4          | Fédération béninoise de volleyball      |                             |
| 5          | Fédération béninoise d’Athlétisme       |                             |
| 6          | Fédération béninoise de tennis          |                             |
| 7          | Fédération béninoise de pétanque        |                             |
| 8          | Fédération béninoise de taekwondo       |                             |
| 9          | Fédération béninoise de wushu           |                             |
| 10         | Fédération béninoise de karaté          |                             |
| 11         | Fédération béninoise de natation        |                             |
| 12         | Fédération béninoise de judo            |                             |
| 13         | Fédération béninoise de gymnastique     |                             |
| 14         | Fédération béninoise de roller sport    |                             |
| 15         | Fédération béninoise de scrabble        |                             |
| 16         | Fédération béninoise de tennis de table |                             |
| 17         | Fédération béninoise de rugby           |                             |
| 18         | Fédération béninoise de handisport      |                             |
| 19         | Fédération béninoise de cyclisme        |                             |
| 20         | Fédération béninoise de lutte           |                             |
| 21         | Fédération béninoise de maracana        |                             |
| 22         | Fédération béninoise de tir à l’arc     |                             |
| 23         | Fédération béninoise de badminton       |                             |
| 24         | Fédération béninoise de golf            |                             |
| 25         | Fédération béninoise d'escrime          |                             |
| 26         | Fédération béninoise d'haltérophilie    |                             |
| 27         | Fédération béninoise d'aviron           |                             |
| 28         | Fédération béninoise de tchoukball      |                             |
| 29         | Fédération béninoise de tonsimin ball   |                             |